# Мрежа ТВ
TB1 Мрежа (у даљем тексту „Мрежа") је мрежа ТВ станица из Босне и Херцеговине који емитују неколико сати заједничког програма. ТВ станице заједнички купују одређени садржај, а затим га емитују такође заједнички и у исто вријеме. „Мрежа“ покрива око 80% територије Босне и Херцеговине а може се пратити и путем сателита, кабловских и ИПТВ оператера.

## Историја „Мреже (плус)“
"Мрежа плус“ је била мрежа телевизијских станица које су покривале скоро целу територију БиХ, дакле 17 медијских тржишта путем 11 станица у оба ентитета. Оснивачи Мреже плус су пет телевизијских станица из највећих босанскохерцеговачких градова: Хајат ТВ из Сарајева, Алтернативна ТВ из Бањалуке, ТВ Тузла из Тузле, РТВ Мостар и ХТВ Осцар Ц из Мостара. Још неке станице су се убрзо по оснивању Мреже плус 2001. године прикључиле Мрежи плус и постале њени афилијенти, а то су: РТВ Бугојно, ТВ Маглај и ТВ Рудо.
Мрежа плус приказује нагледаније свјетске филмове и серије, али и програм из сопствене производње. Када је основана, 2001. године, Мрежа плус је имала свега 3 до 4 сата сопственог програма, да би се до 2010. године, тај број повећао на до 12 сати.

## Нова „Мрежа (плус)“
Независна телевизија Хајат из Сарајева и бањалучка Алтернативна телевизија, двије станице које су биле оснивачи „Мреже плус“, почетком фебруара 2011. године напустиле су „Мрежу плус“, те оформиле „Програм плус“. Истовремено је на суду оспорен Статут нове, крње „Мреже плус“ – пишу Независне новине.
На сједници Скупштине „Мреже плус“, одржаној јануара 2011. године, РТВ Мостар, Оскар Ц и ТВ Тузла, које су уз Хајат и АТВ оснивачи „Мреже“, смијенили су дотадашњег директора ове групације Дарка Алексића. За вршиоца дужности директора „Мреже плус“ поставили су Алију Бехрама, власника РТВ Мостар.
Двије „мреже“ су се спориле по два основа. Једни су друге тужили због програма који користи нова компанија 'Програм плус', а који је откупила „Мрежа плус“, док други на Суду траже да се оспори Статут „крње Мреже плус“.
Десетогодишње постојање бх. телевизијске групације „Мрежа плус“ окончано је судским тужбама, формирањем нове групације под називом „Програм плус“, али и захтјевом за интервенцију Регулаторне агенције за комуникације БиХ (РАК).
У фебруару 2011. „Мрежа плус“ наставља са радом, да би у априлу промијенила име у „Мрежа“ (касније и у „ТВ1 Мрежа"). Тренутни чланови „Мреже“ су: „РТВ Мостар“, „ТВ 1", „НТВ 101" Сански Мост, „ОСМ ТВ“, „ХИТ ТВ“ Брчко, „ТВ Канал 3" Прњавор и још неколико њих.
"Мрежа“ се налази на листи најгледанијих ТВ станица у Босни и Херцеговини.

## Чланице „ТВ1 Мреже“
- ТВ1 - РТВ Мостар
- РТВ Мостар
- ТВ Тузла
- РТВТК Тузла
- НТВ 101, Сански Мост
- ТВ Канал 3, Прњавор
- Бехар ТВ, Сарајево
- ТВ ОСМ, Пале
- ХИТ ТВ, Брчко
- ТВ Алфа
- ХТВ Оскар Ц
- РТВУСК Бихаћ

## Бивше чланице „Мреже плус“ и њени оснивачи
- Алтернативна телевизија
- НТВ Хајат